# 胡安·加夫列尔·巴尔德斯
胡安·加夫列尔·巴尔德斯·索夫莱特（西班牙語：Juan Gabriel Valdés Soublette，1947年6月2日—），智利政治学家、外交官，爱德华多·弗雷·鲁伊斯-塔格莱总统任期内外交部长。1973年至1976年间，他在美国普林斯顿大学学习政治学，并获博士学位。
2014年，智利总统蜜雪兒·巴舍萊任命巴尔德斯为智利驻美国大使。